# Liste der Gemeinden im Département Loir-et-Cher

Lage des Départements Loir-et-Cher

Das Département Loir-et-Cher liegt in der Region Centre-Val de Loire in Frankreich. Es untergliedert sich in drei Arrondissements mit 267 Gemeinden (frz. communes) (Stand 1. Januar 2019).
| Code INSEE | PLZ               | Gemeinde                           | Einwohner (Stand 1. Januar 2022) | Fläche in km² | Einwohner je km² | Kanton seit 30. März 2015 Kanton bis 29. März 2015                      | Arrondissement seit 2017 Arrondissement bis 2016 | Gemeindeverband               |
| ---------- | ----------------- | ---------------------------------- | -------------------------------- | ------------- | ---------------- | ----------------------------------------------------------------------- | ------------------------------------------------ | ----------------------------- |
| 41001      | 41310             | Ambloy                             | 187                              | 13,16         | 14               | Montoire-sur-le-Loir Saint-Amand-Longpré                                | Vendôme                                          | Territoires Vendômois         |
| 41002      | 41400             | Angé                               | 801                              | 17,36         | 46               | Saint-Aignan Montrichard                                                | Romorantin-Lanthenay Blois                       | Val de Cher-Controis          |
| 41003      | 41100             | Areines                            | 580                              | 4,84          | 120              | Vendôme Vendôme-2                                                       | Vendôme                                          | Territoires Vendômois         |
| 41004      | 41800             | Artins                             | 269                              | 11,72         | 23               | Montoire-sur-le-Loir                                                    | Vendôme                                          | Territoires Vendômois         |
| 41006      | 41240             | Autainville                        | 429                              | 25,01         | 17               | La Beauce Marchenoir                                                    | Blois                                            | Beauce Val de Loire           |
| 41007      | 41310             | Authon                             | 749                              | 32,26         | 23               | Montoire-sur-le-Loir Saint-Amand-Longpré                                | Vendôme                                          | Territoires Vendômois         |
| 41008      | 41500             | Avaray                             | 680                              | 13,88         | 49               | La Beauce Mer                                                           | Blois                                            | Beauce Val de Loire           |
| 41009      | 41330             | Averdon                            | 677                              | 29,14         | 23               | Veuzain-sur-Loire Herbault                                              | Blois                                            | Agglomération de Blois        |
| 41010      | 41100             | Azé                                | 986                              | 31,93         | 31               | Vendôme Vendôme-1                                                       | Vendôme                                          | Territoires Vendômois         |
| 41012      | 41170             | Baillou                            | 205                              | 19,85         | 10               | Le Perche Mondoubleau                                                   | Vendôme                                          | Collines du Perche            |
| 41013      | 41250             | Bauzy                              | 271                              | 24,70         | 11               | Chambord Bracieux                                                       | Blois                                            | Grand Chambord                |
| 41173      | 41160 41240       | Beauce la Romaine                  | 3350                             | 136,51        | 25               | La Beauce Ouzouer-le-Marché                                             | Blois                                            | Terres du Val de Loire        |
| 41014      | 41170             | Beauchêne                          | 165                              | 10,08         | 16               | Le Perche Mondoubleau                                                   | Vendôme                                          | Collines du Perche            |
| 41016      | 41130             | Billy                              | 1102                             | 26,47         | 42               | Selles-sur-Cher                                                         | Romorantin-Lanthenay                             | Romorantinais et du Monestois |
| 41017      | 41240             | Binas                              | 658                              | 26,38         | 25               | La Beauce Ouzouer-le-Marché                                             | Blois                                            | Terres du Val de Loire        |
| 41018      | 41000             | Blois                              | 47.092                           | 37,46         | 1257             | Blois-1 Blois-2 Blois-3 Vineuil Blois-1 Blois-2 Blois-3 Blois-4 Blois-5 | Blois                                            | Agglomération de Blois        |
| 41019      | 41290             | Boisseau                           | 104                              | 8,06          | 13               | La Beauce Marchenoir                                                    | Blois                                            | Beauce Val de Loire           |
| 41020      | 41800             | Bonneveau                          | 455                              | 10,95         | 42               | Le Perche Savigny-sur-Braye                                             | Vendôme                                          | Territoires Vendômois         |
| 41022      | 41270             | Bouffry                            | 136                              | 17,73         | 8                | Le Perche Droué                                                         | Vendôme                                          | Perche et Haut Vendômois      |
| 41024      | 41270             | Boursay                            | 179                              | 22,08         | 8                | Le Perche Droué                                                         | Vendôme                                          | Collines du Perche            |
| 41025      | 41250             | Bracieux                           | 1341                             | 2,95          | 455              | Chambord Bracieux                                                       | Blois                                            | Grand Chambord                |
| 41026      | 41160             | Brévainville                       | 161                              | 16,16         | 10               | Le Perche Morée                                                         | Vendôme                                          | Perche et Haut Vendômois      |
| 41027      | 41370             | Briou                              | 143                              | 10,17         | 14               | La Beauce Marchenoir                                                    | Blois                                            | Beauce Val de Loire           |
| 41028      | 41160             | Busloup                            | 496                              | 18,94         | 26               | Le Perche Morée                                                         | Vendôme                                          | Perche et Haut Vendômois      |
| 41029      | 41120             | Candé-sur-Beuvron                  | 1487                             | 15,49         | 96               | Blois-3 Contres                                                         | Blois                                            | Agglomération de Blois        |
| 41030      | 41360             | Cellé                              | 225                              | 12,67         | 18               | Le Perche Savigny-sur-Braye                                             | Vendôme                                          | Territoires Vendômois         |
| 41031      | 41120             | Cellettes                          | 2700                             | 20,96         | 129              | Vineuil Blois-2                                                         | Blois                                            | Agglomération de Blois        |
| 41032      | 41120             | Chailles                           | 2708                             | 18,54         | 146              | Blois-3 Blois-2                                                         | Blois                                            | Agglomération de Blois        |
| 41034      | 41250             | Chambord                           | 99                               | 54,38         | 2                | Chambord Bracieux                                                       | Blois                                            | Grand Chambord                |
| 41035      | 41330             | Champigny-en-Beauce                | 607                              | 22,31         | 27               | Veuzain-sur-Loire Herbault                                              | Blois                                            | Agglomération de Blois        |
| 41036      | 41600             | Chaon                              | 440                              | 31,85         | 14               | La Sologne Lamotte-Beuvron                                              | Romorantin-Lanthenay                             | Cœur de Sologne               |
| 41042      | 41110             | Châteauvieux                       | 524                              | 33,48         | 16               | Saint-Aignan                                                            | Romorantin-Lanthenay                             | Val de Cher-Controis          |
| 41043      | 41130             | Châtillon-sur-Cher                 | 1661                             | 29,66         | 56               | Saint-Aignan                                                            | Romorantin-Lanthenay                             | Val de Cher-Controis          |
| 41044      | 41320             | Châtres-sur-Cher                   | 1134                             | 35,33         | 32               | Selles-sur-Cher Mennetou-sur-Cher                                       | Romorantin-Lanthenay                             | Romorantinais et du Monestois |
| 41045      | 41150             | Chaumont-sur-Loire                 | 1091                             | 26,84         | 41               | Blois-3 Montrichard                                                     | Blois                                            | Agglomération de Blois        |
| 41046      | 41600             | Chaumont-sur-Tharonne              | 1045                             | 78,33         | 13               | La Sologne Lamotte-Beuvron                                              | Romorantin-Lanthenay                             | Cœur de Sologne               |
| 41048      | 41270             | Chauvigny-du-Perche                | 230                              | 23,43         | 10               | Le Perche Droué                                                         | Vendôme                                          | Perche et Haut Vendômois      |
| 41049      | 41700             | Chémery                            | 944                              | 34,16         | 28               | Saint-Aignan                                                            | Romorantin-Lanthenay                             | Val de Cher-Controis          |
| 41050      | 41700             | Cheverny                           | 908                              | 33,00         | 28               | Vineuil Contres                                                         | Blois                                            | Agglomération de Blois        |
| 41051      | 41400             | Chissay-en-Touraine                | 1076                             | 18,17         | 59               | Montrichard Val de Cher Montrichard                                     | Romorantin-Lanthenay Blois                       | Val de Cher-Controis          |
| 41052      | 41120             | Chitenay                           | 1136                             | 15,61         | 73               | Vineuil Contres                                                         | Blois                                            | Agglomération de Blois        |
| 41053      | 41170             | Choue                              | 515                              | 37,39         | 14               | Le Perche Mondoubleau                                                   | Vendôme                                          | Collines du Perche            |
| 41054      | 41700             | Choussy                            | 352                              | 15,45         | 23               | Montrichard Val de Cher Saint-Aignan                                    | Romorantin-Lanthenay                             | Val de Cher-Controis          |
| 41057      | 41290             | Conan                              | 161                              | 15,30         | 11               | La Beauce Marchenoir                                                    | Blois                                            | Beauce Val de Loire           |
| 41058      | 41370             | Concriers                          | 188                              | 4,84          | 39               | La Beauce Marchenoir                                                    | Blois                                            | Beauce Val de Loire           |
| 41060      | 41170             | Cormenon                           | 690                              | 5,76          | 120              | Le Perche Mondoubleau                                                   | Vendôme                                          | Collines du Perche            |
| 41061      | 41120             | Cormeray                           | 1568                             | 10,31         | 152              | Vineuil Contres                                                         | Blois                                            | Agglomération de Blois        |
| 41062      | 41700             | Couddes                            | 534                              | 18,64         | 29               | Montrichard Val de Cher Saint-Aignan                                    | Romorantin-Lanthenay                             | Val de Cher-Controis          |
| 41248      | 41170             | Couëtron-au-Perche                 | 1045                             | 86,47         | 12               | Le Perche Mondoubleau                                                   | Vendôme                                          | Collines du Perche            |
| 41063      | 41110             | Couffy                             | 503                              | 14,92         | 34               | Saint-Aignan                                                            | Romorantin-Lanthenay                             | Val de Cher-Controis          |
| 41065      | 41100             | Coulommiers-la-Tour                | 575                              | 12,12         | 47               | Montoire-sur-le-Loir Selommes                                           | Vendôme                                          | Territoires Vendômois         |
| 41066      | 41500             | Courbouzon                         | 424                              | 6,41          | 66               | La Beauce Mer                                                           | Blois                                            | Beauce Val de Loire           |
| 41067      | 41700             | Cour-Cheverny                      | 2830                             | 29,80         | 95               | Vineuil Contres                                                         | Blois                                            | Agglomération de Blois        |
| 41068      | 41230             | Courmemin                          | 498                              | 24,17         | 21               | Chambord Romorantin-Lanthenay-Nord                                      | Romorantin-Lanthenay                             | Romorantinais et du Monestois |
| 41069      | 41500             | Cour-sur-Loire                     | 252                              | 5,40          | 47               | La Beauce Mer                                                           | Blois                                            | Beauce Val de Loire           |
| 41071      | 41220             | Crouy-sur-Cosson                   | 521                              | 28,37         | 18               | Chambord Bracieux                                                       | Blois                                            | Grand Chambord                |
| 41072      | 41100             | Crucheray                          | 422                              | 25,43         | 17               | Montoire-sur-le-Loir Saint-Amand-Longpré                                | Vendôme                                          | Territoires Vendômois         |
| 41073      | 41160             | Danzé                              | 671                              | 42,26         | 16               | Le Perche Morée                                                         | Vendôme                                          | Territoires Vendômois         |
| 41074      | 41220             | Dhuizon                            | 1200                             | 43,34         | 28               | Chambord Neung-sur-Beuvron                                              | Romorantin-Lanthenay                             | Sologne des Étangs            |
| 41075      | 41270             | Droué                              | 1027                             | 24,04         | 43               | Le Perche Droué                                                         | Vendôme                                          | Perche et Haut Vendômois      |
| 41077      | 41290             | Épiais                             | 119                              | 8,70          | 14               | La Beauce Selommes                                                      | Blois Vendôme                                    | Beauce Val de Loire           |
| 41078      | 41360             | Épuisay                            | 790                              | 23,52         | 34               | Le Perche Savigny-sur-Braye                                             | Vendôme                                          | Territoires Vendômois         |
| 41080      | 41400             | Faverolles-sur-Cher                | 1426                             | 15,51         | 92               | Montrichard Val de Cher Montrichard                                     | Romorantin-Lanthenay Blois                       | Val de Cher-Controis          |
| 41081      | 41100             | Faye                               | 220                              | 8,70          | 25               | Montoire-sur-le-Loir Selommes                                           | Vendôme                                          | Territoires Vendômois         |
| 41087      | 41800             | Fontaine-les-Coteaux               | 326                              | 22,11         | 15               | Le Perche Savigny-sur-Braye                                             | Vendôme                                          | Territoires Vendômois         |
| 41088      | 41270             | Fontaine-Raoul                     | 235                              | 21,90         | 11               | Le Perche Droué                                                         | Vendôme                                          | Perche et Haut Vendômois      |
| 41086      | 41250             | Fontaines-en-Sologne               | 659                              | 46,25         | 14               | Chambord Bracieux                                                       | Blois                                            | Grand Chambord                |
| 41090      | 41360             | Fortan                             | 253                              | 5,98          | 42               | Le Perche Savigny-sur-Braye                                             | Vendôme                                          | Territoires Vendômois         |
| 41091      | 41330             | Fossé                              | 1270                             | 10,20         | 125              | Veuzain-sur-Loire Blois-5                                               | Blois                                            | Agglomération de Blois        |
| 41093      | 41190             | Françay                            | 271                              | 20,31         | 13               | Veuzain-sur-Loire Herbault                                              | Blois                                            | Agglomération de Blois        |
| 41094      | 41700             | Fresnes                            | 1199                             | 16,02         | 75               | Montrichard Val de Cher Contres                                         | Romorantin-Lanthenay Blois                       | Val de Cher-Controis          |
| 41095      | 41160             | Fréteval                           | 1065                             | 20,49         | 52               | Le Perche Morée                                                         | Vendôme                                          | Perche et Haut Vendômois      |
| 41097      | 41130             | Gièvres                            | 2290                             | 38,05         | 60               | Selles-sur-Cher                                                         | Romorantin-Lanthenay                             | Romorantinais et du Monestois |
| 41098      | 41310             | Gombergean                         | 163                              | 12,18         | 13               | Montoire-sur-le-Loir Saint-Amand-Longpré                                | Vendôme                                          | Territoires Vendômois         |
| 41099      | 41230             | Gy-en-Sologne                      | 496                              | 35,92         | 14               | Selles-sur-Cher                                                         | Romorantin-Lanthenay                             | Val de Cher-Controis          |
| 41101      | 41190             | Herbault                           | 1139                             | 13,01         | 88               | Veuzain-sur-Loire Herbault                                              | Blois                                            | Agglomération de Blois        |
| 41102      | 41800             | Houssay                            | 371                              | 16,56         | 22               | Montoire-sur-le-Loir                                                    | Vendôme                                          | Territoires Vendômois         |
| 41103      | 41310             | Huisseau-en-Beauce                 | 410                              | 8,98          | 46               | Montoire-sur-le-Loir Saint-Amand-Longpré                                | Vendôme                                          | Territoires Vendômois         |
| 41104      | 41350             | Huisseau-sur-Cosson                | 2293                             | 22,79         | 101              | Chambord Bracieux                                                       | Blois                                            | Grand Chambord                |
| 41105      | 41370             | Josnes                             | 862                              | 20,63         | 42               | La Beauce Marchenoir                                                    | Blois                                            | Beauce Val de Loire           |
| 41037      | 41290             | La Chapelle-Enchérie               | 211                              | 10,76         | 20               | Le Perche Selommes                                                      | Vendôme                                          | Perche et Haut Vendômois      |
| 41038      | 41320             | La Chapelle-Montmartin             | 409                              | 10,72         | 38               | Selles-sur-Cher Mennetou-sur-Cher                                       | Romorantin-Lanthenay                             | Romorantinais et du Monestois |
| 41039      | 41500             | La Chapelle-Saint-Martin-en-Plaine | 693                              | 22,83         | 30               | La Beauce Mer                                                           | Blois                                            | Beauce Val de Loire           |
| 41040      | 41330             | La Chapelle-Vendômoise             | 797                              | 13,07         | 61               | Veuzain-sur-Loire Herbault                                              | Blois                                            | Agglomération de Blois        |
| 41041      | 41270             | La Chapelle-Vicomtesse             | 160                              | 15,03         | 11               | Le Perche Droué                                                         | Vendôme                                          | Perche et Haut Vendômois      |
| 41047      | 41260             | La Chaussée-Saint-Victor           | 4488                             | 6,63          | 677              | Blois-2 Blois-1                                                         | Blois                                            | Agglomération de Blois        |
| 41083      | 41210             | La Ferté-Beauharnais               | 582                              | 2,42          | 240              | Chambord Neung-sur-Beuvron                                              | Romorantin-Lanthenay                             | Sologne des Étangs            |
| 41084      | 41300             | La Ferté-Imbault                   | 951                              | 50,02         | 19               | La Sologne Salbris                                                      | Romorantin-Lanthenay                             | Sologne des Rivières          |
| 41085      | 41220             | La Ferté-Saint-Cyr                 | 1078                             | 57,93         | 19               | Chambord Neung-sur-Beuvron                                              | Blois Romorantin-Lanthenay                       | Grand Chambord                |
| 41089      | 41270             | La Fontenelle                      | 207                              | 20,10         | 10               | Le Perche Droué                                                         | Vendôme                                          | Perche et Haut Vendômois      |
| 41121      | 41370             | La Madeleine-Villefrouin           | 32                               | 9,68          | 3                | La Beauce Marchenoir                                                    | Blois                                            | Beauce Val de Loire           |
| 41127      | 41210             | La Marolle-en-Sologne              | 365                              | 25,24         | 14               | Chambord Neung-sur-Beuvron                                              | Romorantin-Lanthenay                             | Sologne des Étangs            |
| 41275      | 41160             | La Ville-aux-Clercs                | 1223                             | 26,61         | 46               | Le Perche Morée                                                         | Vendôme                                          | Territoires Vendômois         |
| 41106      | 41600             | Lamotte-Beuvron                    | 4519                             | 23,34         | 194              | La Sologne Lamotte-Beuvron                                              | Romorantin-Lanthenay                             | Cœur de Sologne               |
| 41107      | 41310             | Lancé                              | 474                              | 18,01         | 26               | Montoire-sur-le-Loir Saint-Amand-Longpré                                | Vendôme                                          | Territoires Vendômois         |
| 41108      | 41190             | Lancôme                            | 121                              | 9,89          | 12               | Veuzain-sur-Loire Herbault                                              | Blois                                            | Agglomération de Blois        |
| 41109      | 41190             | Landes-le-Gaulois                  | 727                              | 24,15         | 30               | Veuzain-sur-Loire Herbault                                              | Blois                                            | Agglomération de Blois        |
| 41110      | 41320             | Langon-sur-Cher                    | 826                              | 38,82         | 21               | Selles-sur-Cher Mennetou-sur-Cher                                       | Romorantin-Lanthenay                             | Romorantinais et du Monestois |
| 41112      | 41230             | Lassay-sur-Croisne                 | 243                              | 16,92         | 14               | Selles-sur-Cher                                                         | Romorantin-Lanthenay                             | Val de Cher-Controis          |
| 41113      | 41800             | Lavardin                           | 178                              | 6,71          | 27               | Montoire-sur-le-Loir                                                    | Vendôme                                          | Territoires Vendômois         |
| 41059      | 41120 41400 41700 | Le Controis-en-Sologne             | 6787                             | 100,41        | 68               | Montrichard Val de Cher Blois-3                                         | Romorantin-Lanthenay                             | Val de Cher-Controis          |
| 41096      | 41270             | Le Gault-du-Perche                 | 319                              | 28,20         | 11               | Le Perche Droué                                                         | Vendôme                                          | Collines du Perche            |
| 41177      | 41170             | Le Plessis-Dorin                   | 149                              | 14,19         | 11               | Le Perche Mondoubleau                                                   | Vendôme                                          | Collines du Perche            |
| 41178      | 41370             | Le Plessis-l’Échelle               | 58                               | 11,70         | 5                | La Beauce Marchenoir                                                    | Blois                                            | Beauce Val de Loire           |
| 41179      | 41270             | Le Poislay                         | 198                              | 15,89         | 12               | Le Perche Droué                                                         | Vendôme                                          | Perche et Haut Vendômois      |
| 41254      | 41170             | Le Temple                          | 173                              | 13,32         | 13               | Le Perche Mondoubleau                                                   | Vendôme                                          | Collines du Perche            |
| 41079      | 41800             | Les Essarts                        | 98                               | 4,38          | 22               | Montoire-sur-le-Loir                                                    | Vendôme                                          | Territoires Vendômois         |
| 41100      | 41800             | Les Hayes                          | 172                              | 15,71         | 11               | Montoire-sur-le-Loir                                                    | Vendôme                                          | Territoires Vendômois         |
| 41147      | 41120             | Les Montils                        | 1925                             | 9,27          | 208              | Blois-3 Contres                                                         | Blois                                            | Agglomération de Blois        |
| 41192      | 41800             | Les Roches-l’Évêque                | 289                              | 2,40          | 120              | Montoire-sur-le-Loir                                                    | Vendôme                                          | Territoires Vendômois         |
| 41114      | 41500             | Lestiou                            | 288                              | 8,29          | 35               | La Beauce Mer                                                           | Blois                                            | Beauce Val de Loire           |
| 41115      | 41160             | Lignières                          | 409                              | 15,77         | 26               | Le Perche Morée                                                         | Vendôme                                          | Perche et Haut Vendômois      |
| 41116      | 41100             | Lisle                              | 186                              | 6,61          | 28               | Le Perche Morée                                                         | Vendôme                                          | Perche et Haut Vendômois      |
| 41118      | 41200             | Loreux                             | 224                              | 29,95         | 7                | Romorantin-Lanthenay Romorantin-Lanthenay-Sud                           | Romorantin-Lanthenay                             | Romorantinais et du Monestois |
| 41119      | 41370             | Lorges                             | 353                              | 13,52         | 26               | La Beauce Marchenoir                                                    | Blois                                            | Beauce Val de Loire           |
| 41120      | 41360             | Lunay                              | 1260                             | 38,63         | 33               | Montoire-sur-le-Loir Savigny-sur-Braye                                  | Vendôme                                          | Territoires Vendômois         |
| 41122      | 41320             | Maray                              | 226                              | 27,80         | 8                | Selles-sur-Cher Mennetou-sur-Cher                                       | Romorantin-Lanthenay                             | Romorantinais et du Monestois |
| 41123      | 41370             | Marchenoir                         | 679                              | 9,42          | 72               | La Beauce Marchenoir                                                    | Blois                                            | Beauce Val de Loire           |
| 41124      | 41100             | Marcilly-en-Beauce                 | 323                              | 6,39          | 51               | Montoire-sur-le-Loir Vendôme-2                                          | Vendôme                                          | Territoires Vendômois         |
| 41125      | 41210             | Marcilly-en-Gault                  | 742                              | 50,31         | 15               | La Sologne Salbris                                                      | Romorantin-Lanthenay                             | Sologne des Étangs            |
| 41126      | 41110             | Mareuil-sur-Cher                   | 1155                             | 31,88         | 36               | Saint-Aignan                                                            | Romorantin-Lanthenay                             | Val de Cher-Controis          |
| 41128      | 41330             | Marolles                           | 721                              | 9,88          | 73               | Veuzain-sur-Loire Blois-5                                               | Blois                                            | Agglomération de Blois        |
| 41129      | 41250             | Maslives                           | 661                              | 7,35          | 90               | Chambord Bracieux                                                       | Blois                                            | Grand Chambord                |
| 41130      | 41500             | Maves                              | 680                              | 33,33         | 20               | La Beauce Mer                                                           | Blois                                            | Beauce Val de Loire           |
| 41131      | 41100             | Mazangé                            | 816                              | 24,26         | 34               | Vendôme Vendôme-1                                                       | Vendôme                                          | Territoires Vendômois         |
| 41132      | 41140             | Méhers                             | 308                              | 18,27         | 17               | Saint-Aignan                                                            | Romorantin-Lanthenay                             | Val de Cher-Controis          |
| 41134      | 41500             | Menars                             | 620                              | 4,50          | 138              | Blois-2 Mer                                                             | Blois                                            | Agglomération de Blois        |
| 41135      | 41320             | Mennetou-sur-Cher                  | 846                              | 16,26         | 52               | Selles-sur-Cher Mennetou-sur-Cher                                       | Romorantin-Lanthenay                             | Romorantinais et du Monestois |
| 41136      | 41500             | Mer                                | 6294                             | 26,47         | 238              | La Beauce Mer                                                           | Blois                                            | Beauce Val de Loire           |
| 41137      | 41150             | Mesland                            | 549                              | 26,38         | 21               | Veuzain-sur-Loire Herbault                                              | Blois                                            | Agglomération de Blois        |
| 41138      | 41100             | Meslay                             | 302                              | 7,18          | 42               | Vendôme Vendôme-2                                                       | Vendôme                                          | Territoires Vendômois         |
| 41139      | 41130             | Meusnes                            | 1039                             | 13,35         | 78               | Saint-Aignan                                                            | Romorantin-Lanthenay                             | Val de Cher-Controis          |
| 41140      | 41200             | Millançay                          | 722                              | 57,94         | 12               | Romorantin-Lanthenay Romorantin-Lanthenay-Nord                          | Romorantin-Lanthenay                             | Sologne des Étangs            |
| 41141      | 41160             | Moisy                              | 341                              | 17,33         | 20               | Le Perche Ouzouer-le-Marché                                             | Vendôme Blois                                    | Perche et Haut Vendômois      |
| 41143      | 41170             | Mondoubleau                        | 1306                             | 4,84          | 270              | Le Perche Mondoubleau                                                   | Vendôme                                          | Collines du Perche            |
| 41144      | 41150             | Monteaux                           | 723                              | 6,27          | 115              | Veuzain-sur-Loire Herbault                                              | Blois                                            | Agglomération de Blois        |
| 41145      | 41120             | Monthou-sur-Bièvre                 | 793                              | 16,62         | 48               | Blois-3 Contres                                                         | Blois                                            | Agglomération de Blois        |
| 41146      | 41400             | Monthou-sur-Cher                   | 993                              | 20,16         | 49               | Montrichard Val de Cher Montrichard                                     | Romorantin-Lanthenay Blois                       | Val de Cher-Controis          |
| 41148      | 41350             | Montlivault                        | 1307                             | 10,73         | 122              | Chambord Vineuil                                                        | Blois                                            | Grand Chambord                |
| 41149      | 41800             | Montoire-sur-le-Loir               | 3678                             | 21,02         | 175              | Montoire-sur-le-Loir                                                    | Vendôme                                          | Territoires Vendômois         |
| 41150      | 41250             | Mont-près-Chambord                 | 3360                             | 28,51         | 118              | Chambord Bracieux                                                       | Blois                                            | Grand Chambord                |
| 41151      | 41400             | Montrichard Val de Cher            | 3641                             | 19,20         | 190              | Montrichard Val de Cher                                                 | Romorantin-Lanthenay                             | Val de Cher-Controis          |
| 41152      | 41210             | Montrieux-en-Sologne               | 636                              | 34,11         | 19               | Chambord Neung-sur-Beuvron                                              | Romorantin-Lanthenay                             | Sologne des Étangs            |
| 41153      | 41800             | Montrouveau                        | 141                              | 17,70         | 8                | Montoire-sur-le-Loir                                                    | Vendôme                                          | Territoires Vendômois         |
| 41154      | 41160             | Morée                              | 1079                             | 25,83         | 42               | Le Perche Morée                                                         | Vendôme                                          | Perche et Haut Vendômois      |
| 41155      | 41500             | Muides-sur-Loire                   | 1250                             | 9,15          | 137              | La Beauce Bracieux                                                      | Blois                                            | Beauce Val de Loire           |
| 41156      | 41500             | Mulsans                            | 514                              | 16,00         | 32               | La Beauce Mer                                                           | Blois                                            | Beauce Val de Loire           |
| 41157      | 41230             | Mur-de-Sologne                     | 1518                             | 50,50         | 30               | Selles-sur-Cher                                                         | Romorantin-Lanthenay                             | Romorantinais et du Monestois |
| 41158      | 41100             | Naveil                             | 2439                             | 13,24         | 184              | Montoire-sur-le-Loir Vendôme-1                                          | Vendôme                                          | Territoires Vendômois         |
| 41159      | 41210             | Neung-sur-Beuvron                  | 1263                             | 63,00         | 20               | Chambord Neung-sur-Beuvron                                              | Romorantin-Lanthenay                             | Sologne des Étangs            |
| 41160      | 41250             | Neuvy                              | 316                              | 31,28         | 10               | Chambord Bracieux                                                       | Blois                                            | Grand Chambord                |
| 41161      | 41600             | Nouan-le-Fuzelier                  | 2293                             | 85,49         | 27               | La Sologne Lamotte-Beuvron                                              | Romorantin-Lanthenay                             | Cœur de Sologne               |
| 41163      | 41310             | Nourray                            | 126                              | 12,17         | 10               | Montoire-sur-le-Loir Saint-Amand-Longpré                                | Vendôme                                          | Territoires Vendômois         |
| 41164      | 41140             | Noyers-sur-Cher                    | 2654                             | 22,74         | 117              | Saint-Aignan                                                            | Romorantin-Lanthenay                             | Val de Cher-Controis          |
| 41166      | 41700             | Oisly                              | 390                              | 10,61         | 37               | Montrichard Val de Cher Contres                                         | Romorantin-Lanthenay Blois                       | Val de Cher-Controis          |
| 41168      | 41300             | Orçay                              | 216                              | 18,75         | 12               | Selles-sur-Cher Salbris                                                 | Romorantin-Lanthenay                             | Sologne des Rivières          |
| 41171      | 41290             | Oucques la Nouvelle                | 1647                             | 49,37         | 33               | La Beauce Marchenoir                                                    | Blois                                            | Beauce Val de Loire           |
| 41172      | 41160             | Ouzouer-le-Doyen                   | 228                              | 16,59         | 14               | Le Perche Ouzouer-le-Marché                                             | Vendôme Blois                                    | Perche et Haut Vendômois      |
| 41174      | 41100             | Périgny                            | 168                              | 10,41         | 16               | Montoire-sur-le-Loir Selommes                                           | Vendôme                                          | Territoires Vendômois         |
| 41175      | 41100             | Pezou                              | 1093                             | 13,97         | 78               | Le Perche Morée                                                         | Vendôme                                          | Perche et Haut Vendômois      |
| 41176      | 41300             | Pierrefitte-sur-Sauldre            | 752                              | 74,96         | 10               | La Sologne Salbris                                                      | Romorantin-Lanthenay                             | Sologne des Rivières          |
| 41180      | 41400             | Pontlevoy                          | 1537                             | 51,12         | 30               | Montrichard Val de Cher Montrichard                                     | Romorantin-Lanthenay Blois                       | Val de Cher-Controis          |
| 41181      | 41110             | Pouillé                            | 786                              | 18,03         | 44               | Saint-Aignan                                                            | Romorantin-Lanthenay                             | Val de Cher-Controis          |
| 41182      | 41190             | Pray                               | 280                              | 10,48         | 27               | Montoire-sur-le-Loir Selommes                                           | Vendôme                                          | Territoires Vendômois         |
| 41184      | 41310             | Prunay-Cassereau                   | 587                              | 32,85         | 18               | Montoire-sur-le-Loir Saint-Amand-Longpré                                | Vendôme                                          | Territoires Vendômois         |
| 41185      | 41200             | Pruniers-en-Sologne                | 2281                             | 43,84         | 52               | Selles-sur-Cher Romorantin-Lanthenay-Sud                                | Romorantin-Lanthenay                             | Romorantinais et du Monestois |
| 41186      | 41160             | Rahart                             | 301                              | 14,23         | 21               | Le Perche Morée                                                         | Vendôme                                          | Territoires Vendômois         |
| 41187      | 41100             | Renay                              | 176                              | 12,05         | 15               | Le Perche Selommes                                                      | Vendôme                                          | Perche et Haut Vendômois      |
| 41188      | 41290             | Rhodon                             | 116                              | 7,12          | 16               | La Beauce Selommes                                                      | Blois Vendôme                                    | Beauce Val de Loire           |
| 41189      | 41150             | Rilly-sur-Loire                    | 455                              | 10,22         | 45               | Blois-3 Montrichard                                                     | Blois                                            | Agglomération de Blois        |
| 41190      | 41100             | Rocé                               | 220                              | 10,27         | 21               | Montoire-sur-le-Loir Selommes                                           | Vendôme                                          | Territoires Vendômois         |
| 41191      | 41370             | Roches                             | 64                               | 8,79          | 7                | La Beauce Marchenoir                                                    | Blois                                            | Beauce Val de Loire           |
| 41193      | 41270             | Romilly                            | 155                              | 14,90         | 10               | Le Perche Droué                                                         | Vendôme                                          | Perche et Haut Vendômois      |
| 41194      | 41200             | Romorantin-Lanthenay               | 18.377                           | 45,31         | 406              | Romorantin-Lanthenay Romorantin-Lanthenay-Nord Romorantin-Lanthenay-Sud | Romorantin-Lanthenay                             | Romorantinais et du Monestois |
| 41195      | 41230             | Rougeou                            | 151                              | 7,89          | 19               | Saint-Aignan Selles-sur-Cher                                            | Romorantin-Lanthenay                             | Val de Cher-Controis          |
| 41196      | 41270             | Ruan-sur-Egvonne                   | 80                               | 11,35         | 7                | Le Perche Droué                                                         | Vendôme                                          | Perche et Haut Vendômois      |
| 41198      | 41110             | Saint-Aignan                       | 2826                             | 18,48         | 153              | Saint-Aignan                                                            | Romorantin-Lanthenay                             | Val de Cher-Controis          |
| 41199      | 41310             | Saint-Amand-Longpré                | 1214                             | 21,37         | 57               | Montoire-sur-le-Loir Saint-Amand-Longpré                                | Vendôme                                          | Territoires Vendômois         |
| 41201      | 41800             | Saint-Arnoult                      | 310                              | 9,57          | 32               | Montoire-sur-le-Loir                                                    | Vendôme                                          | Territoires Vendômois         |
| 41203      | 41330             | Saint-Bohaire                      | 493                              | 14,06         | 35               | Veuzain-sur-Loire Blois-5                                               | Blois                                            | Agglomération de Blois        |
| 41204      | 41350             | Saint-Claude-de-Diray              | 1772                             | 9,17          | 193              | Chambord Vineuil                                                        | Blois                                            | Grand Chambord                |
| 41205      | 41190             | Saint-Cyr-du-Gault                 | 174                              | 26,06         | 7                | Veuzain-sur-Loire Herbault                                              | Blois                                            | Agglomération de Blois        |
| 41206      | 41000             | Saint-Denis-sur-Loire              | 904                              | 12,40         | 73               | Blois-2 Blois-1                                                         | Blois                                            | Agglomération de Blois        |
| 41207      | 41500             | Saint-Dyé-sur-Loire                | 1155                             | 5,51          | 210              | Chambord Bracieux                                                       | Blois                                            | Grand Chambord                |
| 41200      | 41100             | Sainte-Anne                        | 478                              | 5,13          | 93               | Vendôme Vendôme-2                                                       | Vendôme                                          | Territoires Vendômois         |
| 41208      | 41190             | Saint-Étienne-des-Guérets          | 115                              | 11,72         | 10               | Veuzain-sur-Loire Herbault                                              | Blois                                            | Agglomération de Blois        |
| 41209      | 41100             | Saint-Firmin-des-Prés              | 756                              | 13,89         | 54               | Le Perche Morée                                                         | Vendôme                                          | Territoires Vendômois         |
| 41211      | 41400             | Saint-Georges-sur-Cher             | 2711                             | 23,78         | 114              | Montrichard Val de Cher Montrichard                                     | Romorantin-Lanthenay Blois                       | Val de Cher-Controis          |
| 41212      | 41350             | Saint-Gervais-la-Forêt             | 3184                             | 8,97          | 355              | Vineuil Blois-2                                                         | Blois                                            | Agglomération de Blois        |
| 41213      | 41310             | Saint-Gourgon                      | 96                               | 10,15         | 9                | Montoire-sur-le-Loir Saint-Amand-Longpré                                | Vendôme                                          | Territoires Vendômois         |
| 41214      | 41160             | Saint-Hilaire-la-Gravelle          | 656                              | 17,57         | 37               | Le Perche Morée                                                         | Vendôme                                          | Perche et Haut Vendômois      |
| 41215      | 41800             | Saint-Jacques-des-Guérets          | 92                               | 1,81          | 51               | Montoire-sur-le-Loir                                                    | Vendôme                                          | Territoires Vendômois         |
| 41216      | 41160             | Saint-Jean-Froidmentel             | 507                              | 17,20         | 29               | Le Perche Morée                                                         | Vendôme                                          | Perche et Haut Vendômois      |
| 41217      | 41400             | Saint-Julien-de-Chédon             | 777                              | 9,87          | 79               | Montrichard Val de Cher Montrichard                                     | Romorantin-Lanthenay Blois                       | Val de Cher-Controis          |
| 41218      | 41320             | Saint-Julien-sur-Cher              | 756                              | 15,99         | 47               | Selles-sur-Cher Mennetou-sur-Cher                                       | Romorantin-Lanthenay                             | Romorantinais et du Monestois |
| 41219      | 41240             | Saint-Laurent-des-Bois             | 329                              | 18,32         | 18               | La Beauce Marchenoir                                                    | Blois                                            | Terres du Val de Loire        |
| 41220      | 41220             | Saint-Laurent-Nouan                | 4249                             | 60,98         | 70               | Chambord Bracieux                                                       | Blois                                            | Grand Chambord                |
| 41221      | 41370             | Saint-Léonard-en-Beauce            | 638                              | 40,66         | 16               | La Beauce Marchenoir                                                    | Blois                                            | Beauce Val de Loire           |
| 41222      | 41320             | Saint-Loup                         | 365                              | 14,70         | 25               | Selles-sur-Cher Mennetou-sur-Cher                                       | Romorantin-Lanthenay                             | Romorantinais et du Monestois |
| 41223      | 41190             | Saint-Lubin-en-Vergonnois          | 776                              | 17,06         | 45               | Veuzain-sur-Loire Blois-5                                               | Blois                                            | Agglomération de Blois        |
| 41224      | 41170             | Saint-Marc-du-Cor                  | 183                              | 13,09         | 14               | Le Perche Mondoubleau                                                   | Vendôme                                          | Collines du Perche            |
| 41225      | 41800             | Saint-Martin-des-Bois              | 587                              | 36,40         | 16               | Montoire-sur-le-Loir                                                    | Vendôme                                          | Territoires Vendômois         |
| 41226      | 41100             | Saint-Ouen                         | 3016                             | 11,30         | 267              | Vendôme Vendôme-2                                                       | Vendôme                                          | Territoires Vendômois         |
| 41228      | 41800             | Saint-Rimay                        | 294                              | 7,36          | 40               | Montoire-sur-le-Loir                                                    | Vendôme                                          | Territoires Vendômois         |
| 41229      | 41140             | Saint-Romain-sur-Cher              | 1458                             | 31,17         | 47               | Saint-Aignan                                                            | Romorantin-Lanthenay                             | Val de Cher-Controis          |
| 41230      | 41000             | Saint-Sulpice-de-Pommeray          | 1841                             | 11,50         | 160              | Veuzain-sur-Loire Blois-5                                               | Blois                                            | Agglomération de Blois        |
| 41231      | 41210             | Saint-Viâtre                       | 1185                             | 89,79         | 13               | La Sologne Salbris                                                      | Romorantin-Lanthenay                             | Sologne des Étangs            |
| 41232      | 41300             | Salbris                            | 4880                             | 106,61        | 46               | La Sologne Salbris                                                      | Romorantin-Lanthenay                             | Sologne des Rivières          |
| 41233      | 41120             | Sambin                             | 872                              | 20,83         | 42               | Blois-3 Contres                                                         | Blois                                            | Agglomération de Blois        |
| 41234      | 41190             | Santenay                           | 293                              | 30,28         | 10               | Veuzain-sur-Loire Herbault                                              | Blois                                            | Agglomération de Blois        |
| 41235      | 41170             | Sargé-sur-Braye                    | 956                              | 42,61         | 22               | Le Perche Mondoubleau                                                   | Vendôme                                          | Collines du Perche            |
| 41236      | 41310             | Sasnières                          | 90                               | 7,83          | 11               | Montoire-sur-le-Loir Saint-Amand-Longpré                                | Vendôme                                          | Territoires Vendômois         |
| 41237      | 41700             | Sassay                             | 1110                             | 16,44         | 68               | Montrichard Val de Cher Contres                                         | Romorantin-Lanthenay Blois                       | Val de Cher-Controis          |
| 41238      | 41360             | Savigny-sur-Braye                  | 1960                             | 67,18         | 29               | Le Perche Savigny-sur-Braye                                             | Vendôme                                          | Territoires Vendômois         |
| 41239      | 41110             | Seigy                              | 982                              | 8,18          | 120              | Saint-Aignan                                                            | Romorantin-Lanthenay                             | Val de Cher-Controis          |
| 41241      | 41300             | Selles-Saint-Denis                 | 1340                             | 50,98         | 26               | La Sologne Salbris                                                      | Romorantin-Lanthenay                             | Sologne des Rivières          |
| 41242      | 41130             | Selles-sur-Cher                    | 4225                             | 25,74         | 164              | Selles-sur-Cher                                                         | Romorantin-Lanthenay                             | Val de Cher-Controis          |
| 41243      | 41100             | Selommes                           | 795                              | 28,01         | 28               | Montoire-sur-le-Loir Selommes                                           | Vendôme                                          | Territoires Vendômois         |
| 41245      | 41500             | Séris                              | 396                              | 17,52         | 23               | La Beauce Marchenoir                                                    | Blois                                            | Beauce Val de Loire           |
| 41246      | 41120             | Seur                               | 486                              | 3,85          | 126              | Blois-3 Contres                                                         | Blois                                            | Agglomération de Blois        |
| 41247      | 41230             | Soings-en-Sologne                  | 1570                             | 35,30         | 44               | Saint-Aignan Selles-sur-Cher                                            | Romorantin-Lanthenay                             | Val de Cher-Controis          |
| 41249      | 41300             | Souesmes                           | 1013                             | 99,50         | 10               | La Sologne Salbris                                                      | Romorantin-Lanthenay                             | Sologne des Rivières          |
| 41250      | 41800             | Sougé                              | 478                              | 16,88         | 28               | Le Perche Savigny-sur-Braye                                             | Vendôme                                          | Territoires Vendômois         |
| 41251      | 41600             | Souvigny-en-Sologne                | 509                              | 41,55         | 12               | La Sologne Lamotte-Beuvron                                              | Romorantin-Lanthenay                             | Cœur de Sologne               |
| 41252      | 41500             | Suèvres                            | 1583                             | 36,65         | 43               | La Beauce Mer                                                           | Blois                                            | Beauce Val de Loire           |
| 41253      | 41370             | Talcy                              | 277                              | 15,21         | 18               | La Beauce Marchenoir                                                    | Blois                                            | Beauce Val de Loire           |
| 41255      | 41800             | Ternay                             | 330                              | 14,38         | 23               | Montoire-sur-le-Loir                                                    | Vendôme                                          | Territoires Vendômois         |
| 41256      | 41300             | Theillay                           | 1252                             | 96,38         | 13               | Selles-sur-Cher Salbris                                                 | Romorantin-Lanthenay                             | Sologne des Rivières          |
| 41258      | 41140             | Thésée                             | 1171                             | 17,61         | 66               | Saint-Aignan                                                            | Romorantin-Lanthenay                             | Val de Cher-Controis          |
| 41259      | 41100             | Thoré-la-Rochette                  | 817                              | 10,78         | 76               | Montoire-sur-le-Loir Vendôme-1                                          | Vendôme                                          | Territoires Vendômois         |
| 41260      | 41220             | Thoury                             | 425                              | 15,76         | 27               | Chambord Neung-sur-Beuvron                                              | Blois Romorantin-Lanthenay                       | Grand Chambord                |
| 41261      | 41190             | Tourailles                         | 129                              | 7,46          | 17               | Montoire-sur-le-Loir Selommes                                           | Vendôme                                          | Territoires Vendômois         |
| 41262      | 41250             | Tour-en-Sologne                    | 1133                             | 26,34         | 43               | Chambord Bracieux                                                       | Blois                                            | Grand Chambord                |
| 41265      | 41800             | Troo                               | 304                              | 14,19         | 21               | Montoire-sur-le-Loir                                                    | Vendôme                                          | Territoires Vendômois         |
| 41266      | 41120             | Valaire                            | 84                               | 6,68          | 13               | Blois-3 Contres                                                         | Blois                                            | Agglomération de Blois        |
| 41070      | 41800             | Vallée-de-Ronsard                  | 527                              | 19,95         | 26               | Montoire-sur-le-Loir                                                    | Vendôme                                          | Territoires Vendômois         |
| 41142      | 41190             | Valencisse                         | 2329                             | 43,76         | 53               | Veuzain-sur-Loire Herbault                                              | Blois                                            | Agglomération de Blois        |
| 41267      | 41400             | Vallières-les-Grandes              | 944                              | 40,75         | 23               | Montrichard Val de Cher Montrichard                                     | Romorantin-Lanthenay Blois                       | Val de Cher-Controis          |
| 41055      | 41150             | Valloire-sur-Cisse                 | 2433                             | 40,36         | 60               | Veuzain-sur-Loire Herbault                                              | Blois                                            | Agglomération de Blois        |
| 41268      | 41230             | Veilleins                          | 148                              | 43,26         | 3                | Romorantin-Lanthenay Romorantin-Lanthenay-Nord                          | Romorantin-Lanthenay                             | Sologne des Étangs            |
| 41269      | 41100             | Vendôme                            | 15.566                           | 23,89         | 652              | Vendôme Vendôme-1 Vendôme-2                                             | Vendôme                                          | Territoires Vendômois         |
| 41271      | 41230             | Vernou-en-Sologne                  | 557                              | 51,31         | 11               | Romorantin-Lanthenay Romorantin-Lanthenay-Nord                          | Romorantin-Lanthenay                             | Sologne des Étangs            |
| 41167      | 41150             | Veuzain-sur-Loire                  | 3327                             | 37,96         | 88               | Veuzain-sur-Loire                                                       | Blois                                            | Agglomération de Blois        |
| 41273      | 41290             | Vievy-le-Rayé                      | 466                              | 45,12         | 10               | La Beauce Ouzouer-le-Marché                                             | Blois                                            | Beauce Val de Loire           |
| 41274      | 41800             | Villavard                          | 125                              | 5,18          | 24               | Montoire-sur-le-Loir                                                    | Vendôme                                          | Territoires Vendômois         |
| 41276      | 41000             | Villebarou                         | 2558                             | 9,11          | 281              | Blois-2 Blois-1                                                         | Blois                                            | Agglomération de Blois        |
| 41277      | 41270             | Villebout                          | 119                              | 11,21         | 11               | Le Perche Droué                                                         | Vendôme                                          | Perche et Haut Vendômois      |
| 41278      | 41310             | Villechauve                        | 255                              | 11,02         | 23               | Montoire-sur-le-Loir Saint-Amand-Longpré                                | Vendôme                                          | Territoires Vendômois         |
| 41279      | 41800             | Villedieu-le-Château               | 384                              | 29,65         | 13               | Montoire-sur-le-Loir                                                    | Vendôme                                          | Territoires Vendômois         |
| 41280      | 41200             | Villefranche-sur-Cher              | 2657                             | 27,23         | 98               | Selles-sur-Cher Mennetou-sur-Cher                                       | Romorantin-Lanthenay                             | Romorantinais et du Monestois |
| 41281      | 41330             | Villefrancœur                      | 420                              | 18,08         | 23               | Veuzain-sur-Loire Herbault                                              | Blois                                            | Agglomération de Blois        |
| 41282      | 41200             | Villeherviers                      | 412                              | 38,90         | 11               | Romorantin-Lanthenay Romorantin-Lanthenay-Sud                           | Romorantin-Lanthenay                             | Romorantinais et du Monestois |
| 41283      | 41100             | Villemardy                         | 269                              | 12,17         | 22               | Montoire-sur-le-Loir Selommes                                           | Vendôme                                          | Territoires Vendômois         |
| 41284      | 41290             | Villeneuve-Frouville               | 65                               | 4,36          | 15               | La Beauce Marchenoir                                                    | Blois                                            | Beauce Val de Loire           |
| 41285      | 41220             | Villeny                            | 494                              | 33,98         | 15               | Chambord Neung-sur-Beuvron                                              | Romorantin-Lanthenay                             | Sologne des Étangs            |
| 41286      | 41310             | Villeporcher                       | 146                              | 12,10         | 12               | Montoire-sur-le-Loir Saint-Amand-Longpré                                | Vendôme                                          | Territoires Vendômois         |
| 41287      | 41100             | Villerable                         | 490                              | 16,81         | 29               | Montoire-sur-le-Loir Vendôme-2                                          | Vendôme                                          | Territoires Vendômois         |
| 41288      | 41000             | Villerbon                          | 832                              | 17,28         | 48               | Blois-2 Blois-1                                                         | Blois                                            | Agglomération de Blois        |
| 41289      | 41240             | Villermain                         | 388                              | 28,75         | 13               | La Beauce Ouzouer-le-Marché                                             | Blois                                            | Terres du Val de Loire        |
| 41290      | 41100             | Villeromain                        | 222                              | 13,08         | 17               | Montoire-sur-le-Loir Selommes                                           | Vendôme                                          | Territoires Vendômois         |
| 41291      | 41100             | Villetrun                          | 318                              | 6,83          | 47               | Montoire-sur-le-Loir Selommes                                           | Vendôme                                          | Territoires Vendômois         |
| 41292      | 41500             | Villexanton                        | 203                              | 11,53         | 18               | La Beauce Mer                                                           | Blois                                            | Beauce Val de Loire           |
| 41293      | 41100             | Villiersfaux                       | 246                              | 7,22          | 34               | Montoire-sur-le-Loir Vendôme-2                                          | Vendôme                                          | Territoires Vendômois         |
| 41294      | 41100             | Villiers-sur-Loir                  | 1115                             | 10,00         | 112              | Vendôme Vendôme-1                                                       | Vendôme                                          | Territoires Vendômois         |
| 41295      | 41350             | Vineuil                            | 8050                             | 22,34         | 360              | Vineuil                                                                 | Blois                                            | Agglomération de Blois        |
| 41296      | 41600             | Vouzon                             | 1424                             | 78,25         | 18               | La Sologne Lamotte-Beuvron                                              | Romorantin-Lanthenay                             | Cœur de Sologne               |
| 41297      | 41600             | Yvoy-le-Marron                     | 757                              | 48,92         | 15               | La Sologne Lamotte-Beuvron                                              | Romorantin-Lanthenay                             | Sologne des Étangs            |

## Veränderungen im Gemeindebestand seit der landesweiten Neuordnung der Kantone

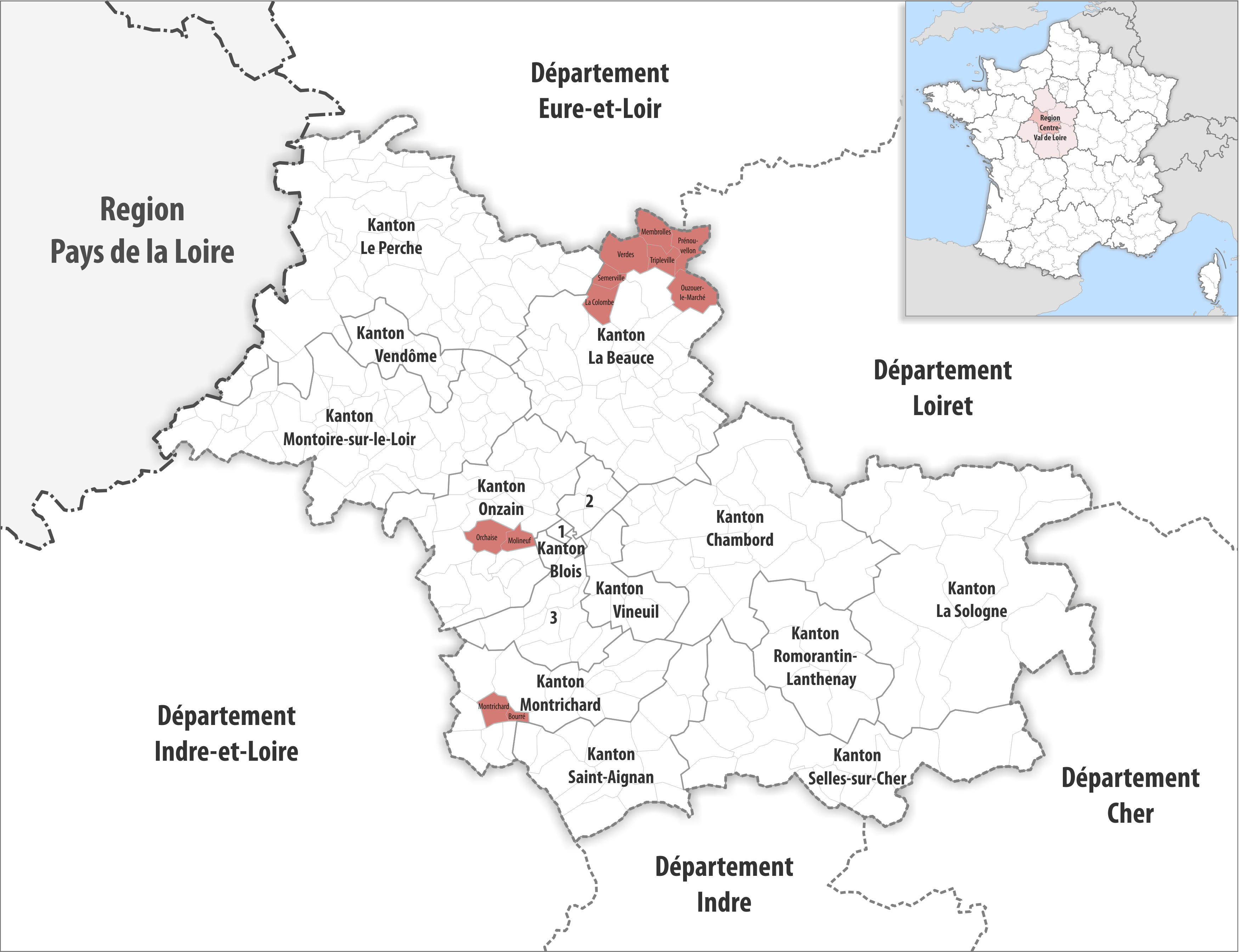
Gemeinden bis 2015
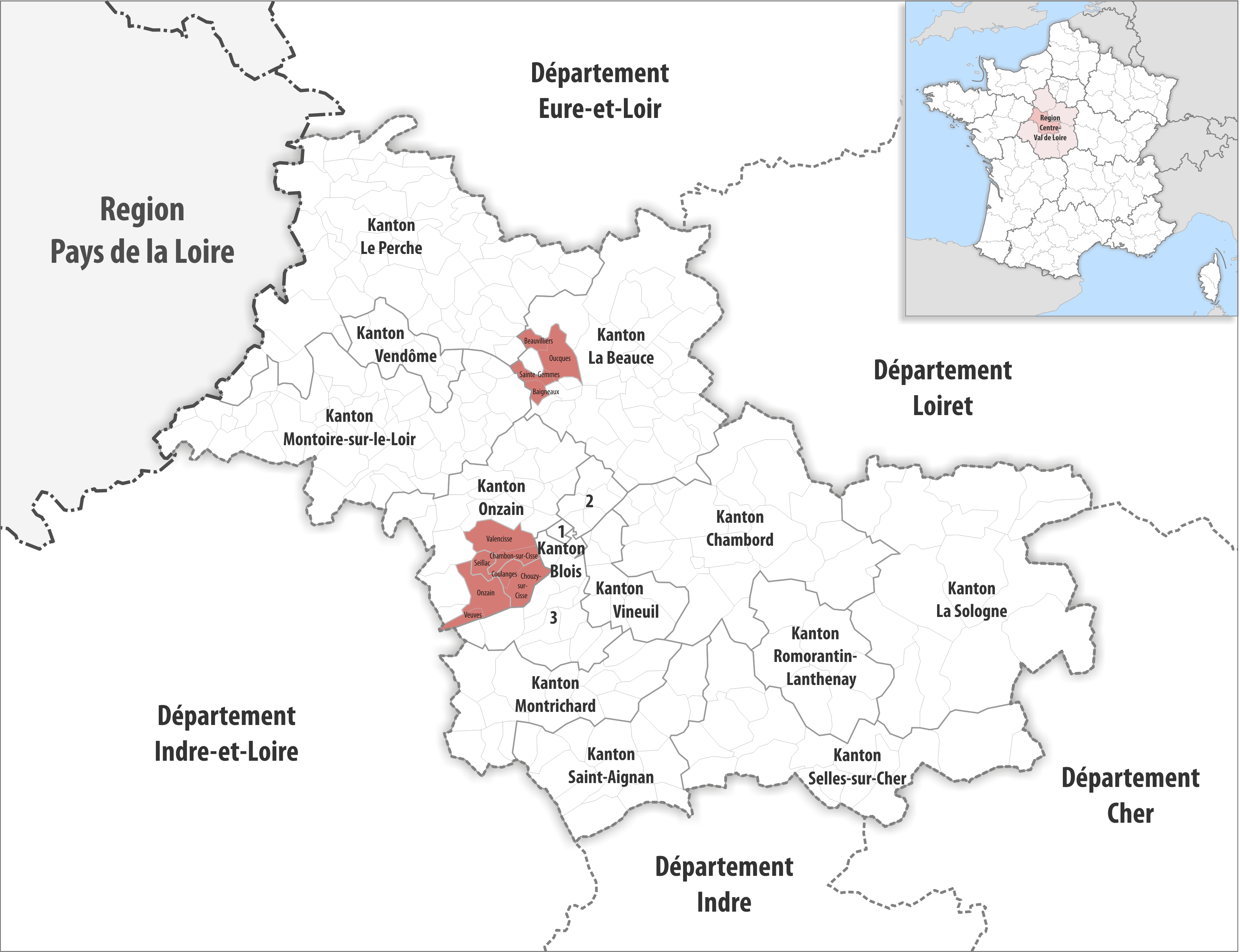
Gemeinden bis 2016
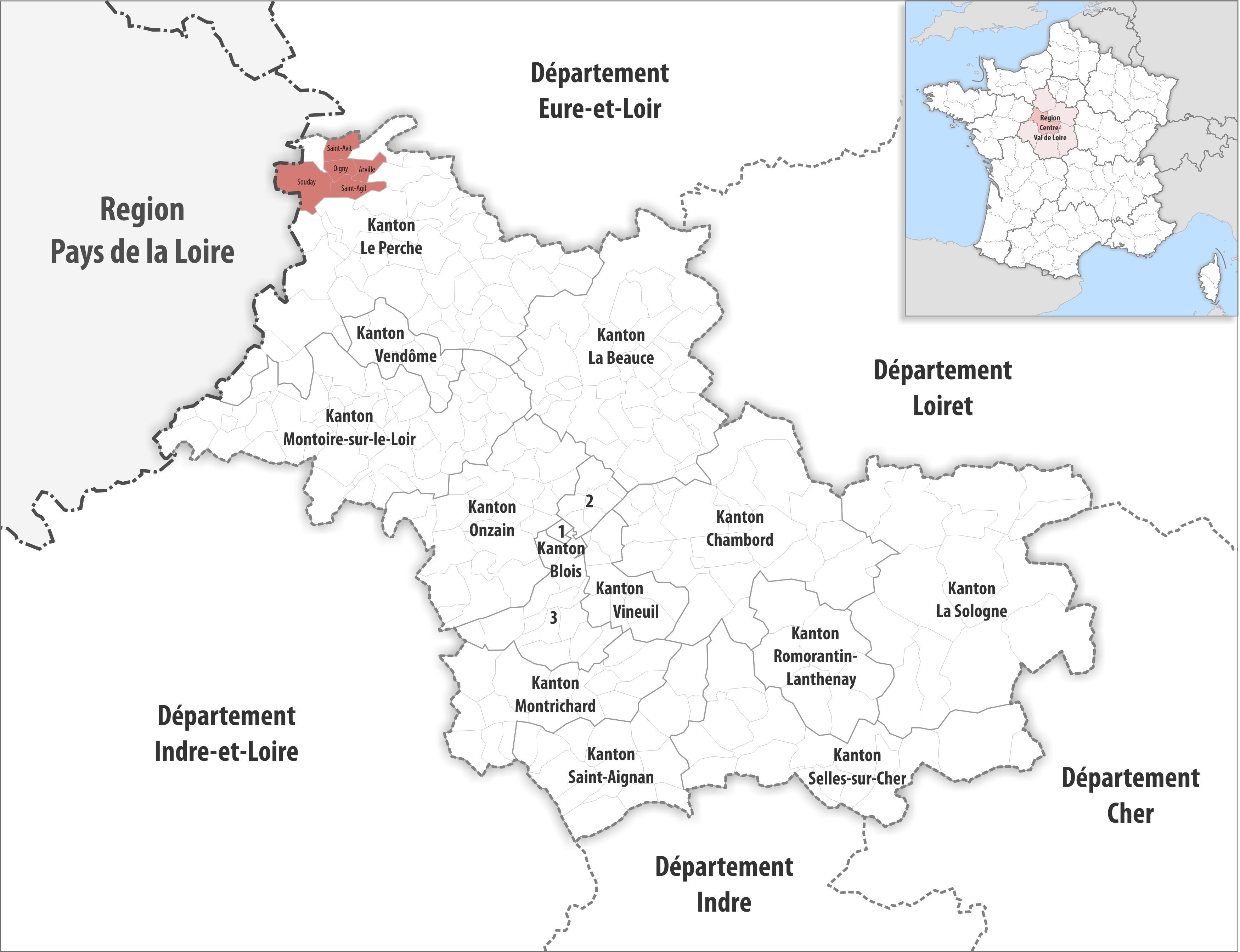
Gemeinden bis 2017
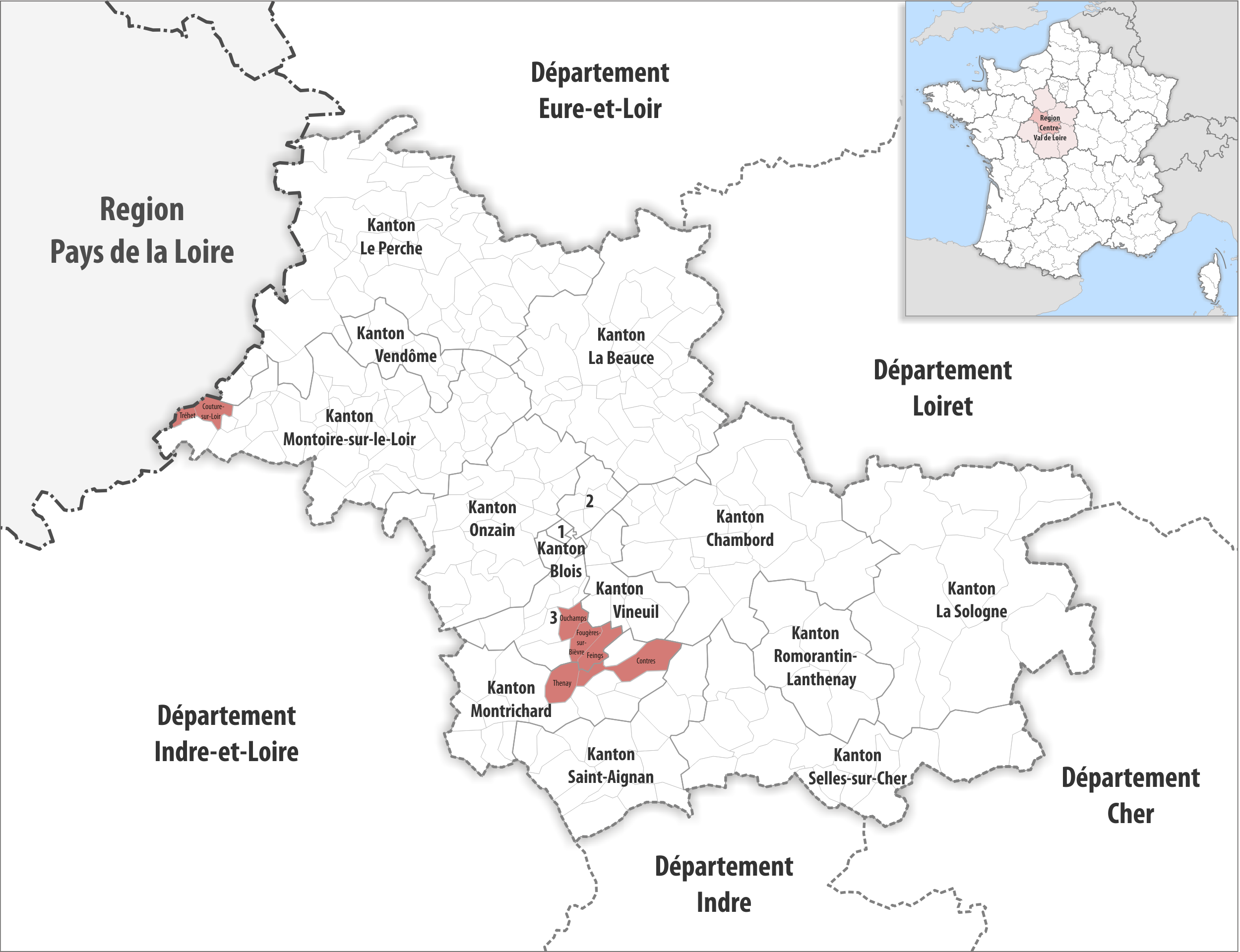
Gemeinden bis 2018

2019:
- Fusion Contres, Feings, Fougères-sur-Bièvre, Ouchamps und Thenay → Le Controis-en-Sologne
- Fusion Couture-sur-Loir und Tréhet → Vallée-de-Ronsard

2018:
- Fusion Arville, Oigny, Saint-Agil, Saint-Avit und Souday → Couëtron-au-Perche

2017: 
- Fusion Baigneaux, Beauvilliers, Oucques und Sainte-Gemmes → Oucques La Nouvelle
- Fusion Chambon-sur-Cisse und Valencisse → Valencisse
- Fusion Chouzy-sur-Cisse, Coulanges und Seillac → Valloire-sur-Cisse
- Fusion Onzain und Veuves → Veuzain-sur-Loire

2016: 
- Fusion La Colombe, Membrolles, Ouzouer-le-Marché, Prénouvellon, Semerville, Tripleville und Verdes → Beauce la Romaine
- Fusion Bourré und Montrichard → Montrichard Val de Cher
- Fusion Molineuf und Orchaise → Valencisse